# فنسنت إسبن
فنسنت إسبن (بالفرنسية: Vincent Espen)‏ هو لاعب كرة الريشة فرنسي، ولد في 2 يوليو 1986.

## وصلات خارجية
- فنسنت إسبن على موقع BWF.tournamentsoftware.com (الإنجليزية)
- فنسنت إسبن على موقع BWFbadminton.com (الإنجليزية)